# Perjés Klára
Perjés Klára (Székesfehérvár, 1947. június 11. –) magyar újságíró.

## Életpályája
Szülei: Perjés László és Bubb Jolán. 1965-1966 között a győri mezőgazdasági szakmunkásképző nevelőtanára volt. 1966-1970 között a Pécsi Tanárképző Főiskola magyar-rajz szakos hallgatója volt. 1968-1970 között a Magyar Rádió pécsi stúdiójában volt bemondó. 1970-1972 között bemondó-riporter volt. 1972-től Budapesten a mezőgazdasági szerkesztőségen a Falurádióban dolgozik. 1979-ben elindította a Kopogtató című műsort. 1998-ban megkapta a legszebben beszélő rádiós díját. 2001-2006 között a Kossuth Rádió adószerkesztője volt.

## Műsorai
- Rádiónapló
- Ország- és városnapok
- Napközben
- Napindító
- Hajnali kalendárium
- Köztársaságunk kiskamasz-kora
- Csángó ballada
- Komaasszonyok
- Nincstelenek fekete földpiaca
- Kopogtató (1979)

## Kötetek
- "Az én hazám". Fél hét után három perccel a Kossuth rádióban; szerk. Perjés Klára; Magyar Rádió, Bp., 2006
- A hazám bennem van. Perjés Klárával beszélget Várhegyi István; Várhegyi István, Budaörs, 2017 (Kötődések)

## Díjai
- Rózsa Ferenc-díj (1979)
- SZOT-díj (1986)
- A Magyar Érdemrend lovagkeresztje (2012)
- Prima díj (2014)